# Zbigniew Łagosz
Zbigniew Łagosz (ur. 1976) – polski religioznawca, autor prac dotyczących ezoteryzmu, biograf Czesława Czyńskiego. 

## Życiorys
Absolwent Akademii Górniczo-Hutniczej w Krakowie, tytuł doktora otrzymał w 2011 roku na podstawie przygotowanej pod kierunkiem Kazimierza Banka rozprawy Wpływ Aleistera Crowleya na środowisko magiczne w Polsce XX wieku. Autor monografii poświęconych osobie Czesława Czyńskiego: Punar Bhava. Czesław Czyński i Aleister Crowley w świetle XX wiecznej tradycji ezoterycznej (2016) i Czesław Czyński. Czarny adept (2017). Współtwórca i zastępca redaktora naczelnego czasopisma „Hermaion”. 
Jest międzynarodowym sędzią bokserskim, w 2017 roku został uhonorowany nagrodą dla najlepszego sędziego ringowego WBF. Jako pierwszy i jedyny jak dotąd sędzia z Polski prowadził pojedynek bokserski na ringu w Stanach Zjednoczonych (The Odeum, Villa Park, Illinois). 
Był również dyrektorem Centralnego Ośrodka Sportu w Szczyrku. Przeprowadził wtedy budowę skoczni Skalite oraz ukończył budowę skoczni w Wiśle-Malince.